# Бернардини, Мишелин
Мишлен Бернардини (фр. Micheline Bernardini; род. 1 декабря 1927, Кольмар) — французская стриптизёрша в Казино де Пари, которая 5 июля 1946 года продемонстрировала публике раздельный купальник, сконструированный дизайнером Луи Реаром, который был назван бикини, по мотивам происшедшего за четыре дня до показа первого испытания американского ядерного оружия на атолле Бикини.

## Премьера бикини
Дизайнер Луи Реар не смог найти манекенщицу, готовую публично продемонстрировать на подиуме придуманный им раздельный купальник, чрезвычайно откровенный для того времени, который обнажал живот и большую часть ягодиц женщины. Поэтому для демонстрации он нанял Бернардини, 18-летнюю стриптизёршу, которая танцевала в Казино де Пари. Показ состоялся в популярном у парижан общественном бассейне «Молитор». На последующей за показом пресс-конференции популярном, он сказал, представляя свой проект, что на купальник пошло всего 30 квадратных дюйма (194 см²) ткани. Этот размер был сравним с размером газетной фотографии, а в оказавшейся у него под рукой газете была фотография ядерного взрыва на атолле Бикини. Поэтому новому купальнику Реар придумал название «бикини», добавив, что надеется на то, что эффект, произведенный купальником будет сравним с силой атомного взрыва.
Фотографии Бернардини и статьи о мероприятии широко разошлись в прессе. Купальник бикини, в самом деле, стал хитом, особенно среди мужчин. Бернардини получила более 50 000 писем от поклонников.

## Дальнейшая жизнь
Позже Бернардини переехала в Австралию. Она появилась с 1948 по 1958 год в ряде ревю в Театре Тиволи, в Мельбурне. Кадры её модельной внешности в 1946 году были показаны в эпизоде реалити-шоу Love Lust под названием «Бикини» в 2011 году
Бернардини в 1986 году, когда ей было 58 лет, позировала в бикини фотографу Питеру Тернли.